# LIVE ИATURAL 〜from LIVE TOUR 005"ИATURAL"at YOKOHAMA ARENA 2005.12.13〜
『LIVE ИATURAL 〜from LIVE TOUR 005"ИATURAL"at YOKOHAMA ARENA 2005.12.13〜』（ライブ ナチュラル フロム ライブ ツアー 005 "ナチュラル" アット ヨコハマ アリーナ 2005.12.13）は、日本のミクスチャーバンド、ORANGE RANGEの4枚目のDVD。

## 解説
- ORANGE RANGE2枚目のライブDVD。ライブツアー「ИATURAL」の横浜アリーナでの最終公演の映像が収録されている。
- このライブ映像とほとんど同様の番組がNHK-BSで2006年1月に放送されていたが、オフショットや特典映像の充実、「雨」「盃 Jammer」（全て「ИATURAL」収録）などの未放送ライブ映像も収録されている。
- 以前のDVD同様、曲間のMCはカットされているが、唯一、「Winter Winner」の掛け声の練習のみ収録されている。
- エンディングには元メンバーのKATCHANが写っている写真が何枚か流れる。
- 特典映像のHIROKIのトークには下品な表現があった為、消音が一部入っている。
- このライブでのドラマーは桜井正宏である。

## 収録映像

### ライブ映像
1. Opening
2. BETWEEN
3rdアルバム「ИATURAL」収録曲。
3. GOD69
3rdアルバム「ИATURAL」収録曲。
4. キリキリマイ
デビューシングル。
5. 以心電信
2ndアルバム「musiQ」収録曲。
6. 上海ハニー
2ndシングル。
7. HYSTERIC TAXI
3rdアルバム「ИATURAL」収録曲。
HIROKIがエレキギターを披露。
8. Winter Winner
3rdアルバム「ИATURAL」収録曲。
曲前の掛け声の練習から収録されている。
9. チェスト
7thシングル。
10. Tour offshot 01
11. 雨
3rdアルバム「ИATURAL」収録曲。
NAOTOのギターソロが見られる。
12. 花
8thシングル。
13. 夢人
3rdアルバム「ИATURAL」収録曲。
14. re-cycle
3rdアルバム「ИATURAL」収録曲。
15. ZUNG ZUNG FUNKY MUSIC
5thシングル「ミチシルベ〜a road home〜」c/w。
16. ビバ★ロック
3rdシングル。
17. TWISTER
1stアルバム「1st CONTACT」収録曲。
18. 盃 Jammer
3rdアルバム「ИATURAL」収録曲。
アルバム同様C.I.C.の二人がゲスト参加している。
19. Tour offshot 02
20. ロコローション
6thシングル。
21. お願い!セニョリータ
11thシングル。
22. CRAZY BAND
3rdアルバム「ИATURAL」収録曲。
HIROKIは途中で寝転がって歌っている。
23. ＊〜アスタリスク〜
9thシングル。
24. sunrise
3rdアルバム「ИATURAL」収録曲。
25. U topia
3rdアルバム「ИATURAL」収録曲。
26. yumekaze
3rdアルバム「ИATURAL」収録曲。
27. ラヴ・パレード
10thシングル。
これを含め27〜29の3曲はアンコール。
28. キズナ
12thシングル。
HIROKIが三線を弾いている。
29. Иatural Pop
3rdアルバム「ИATURAL」収録曲。
30. Ending

### 特典映像
メンバー一人ひとりのインタビューを収録。